# Олтгенсплат
Олтгенсплат (нід. Ooltgensplaat) — село в нідерландській провінції Південна Голландія. Входить до муніципалітету Гуре-Оверфлакке.
Його площа — 23,42 км², а населення станом на 2021 рік становило 2660 осіб.
Перша згадка про населений пункт датується 1554 роком.
До 1966 року мало статус окремого муніципалітету.

## Галерея

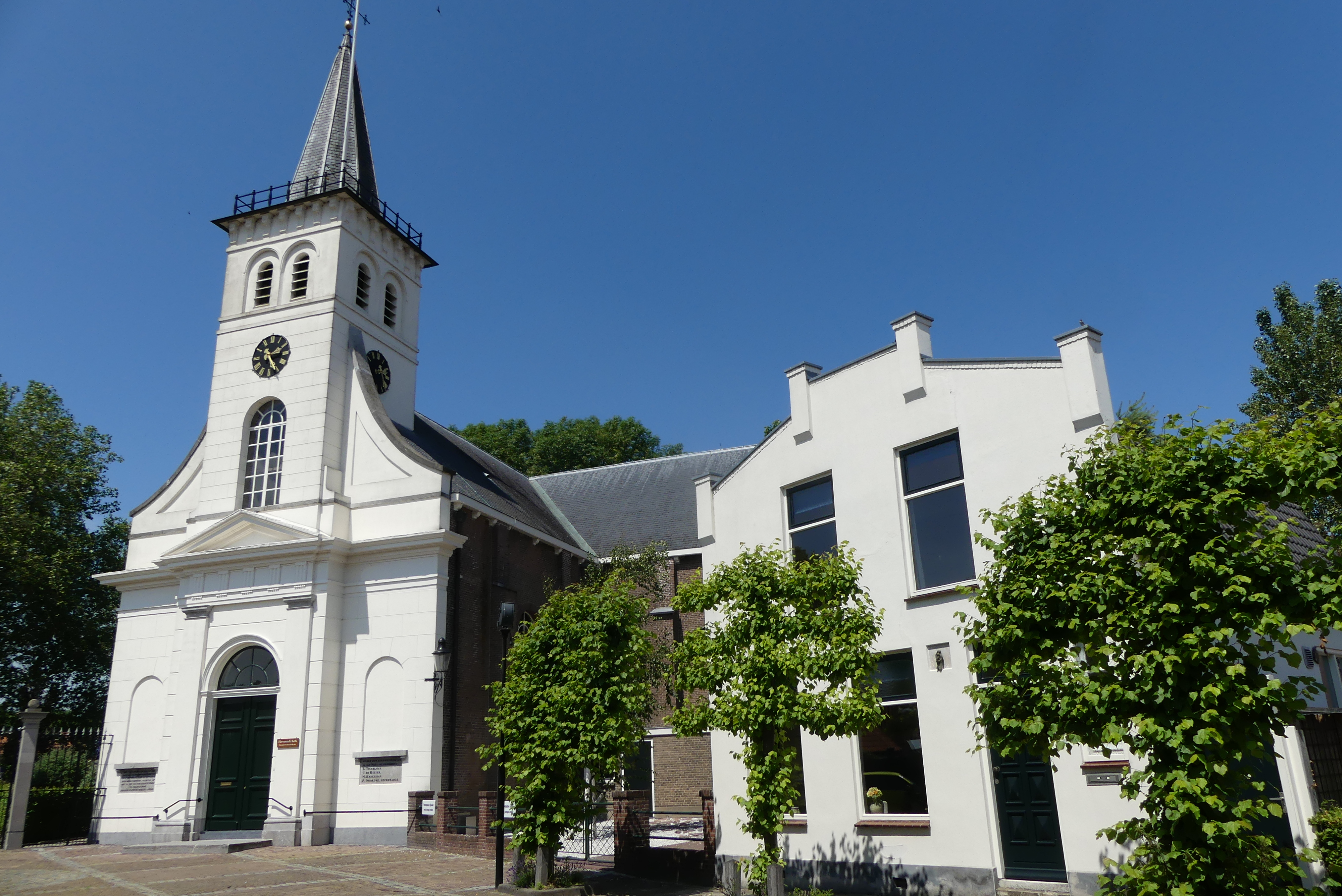
Реформістська церква
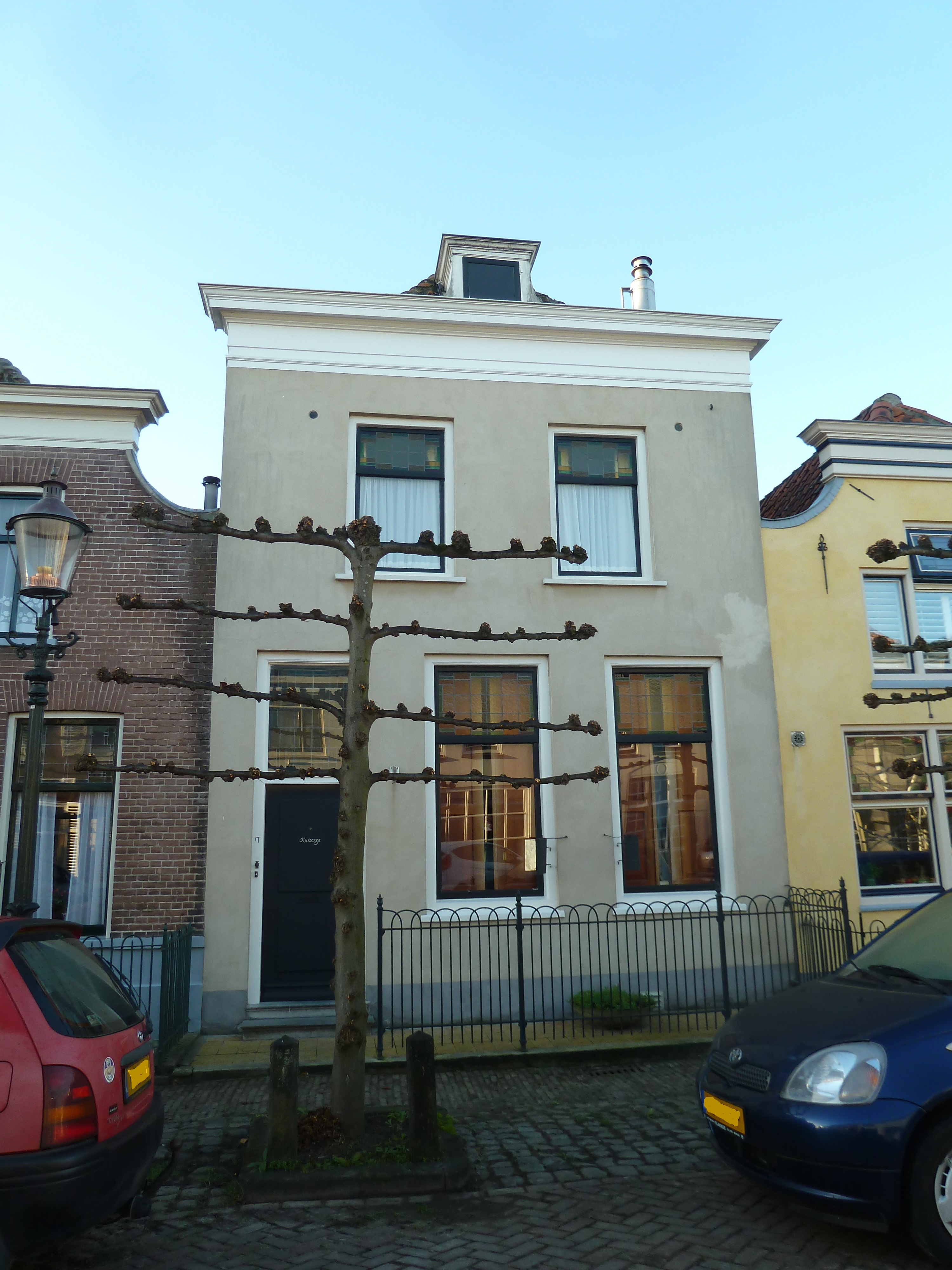
Будинок у селі
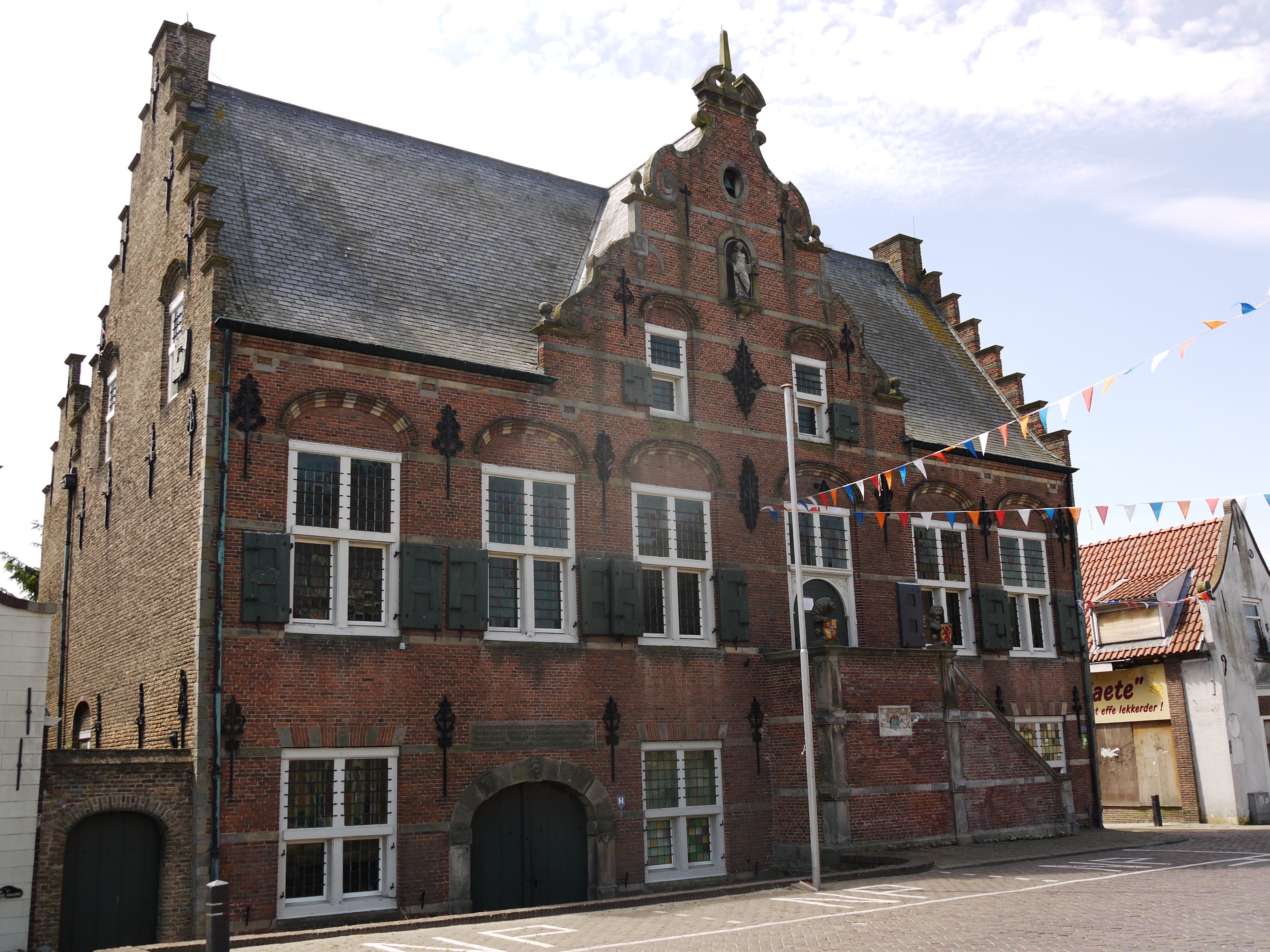
Будівля колишньої мерії
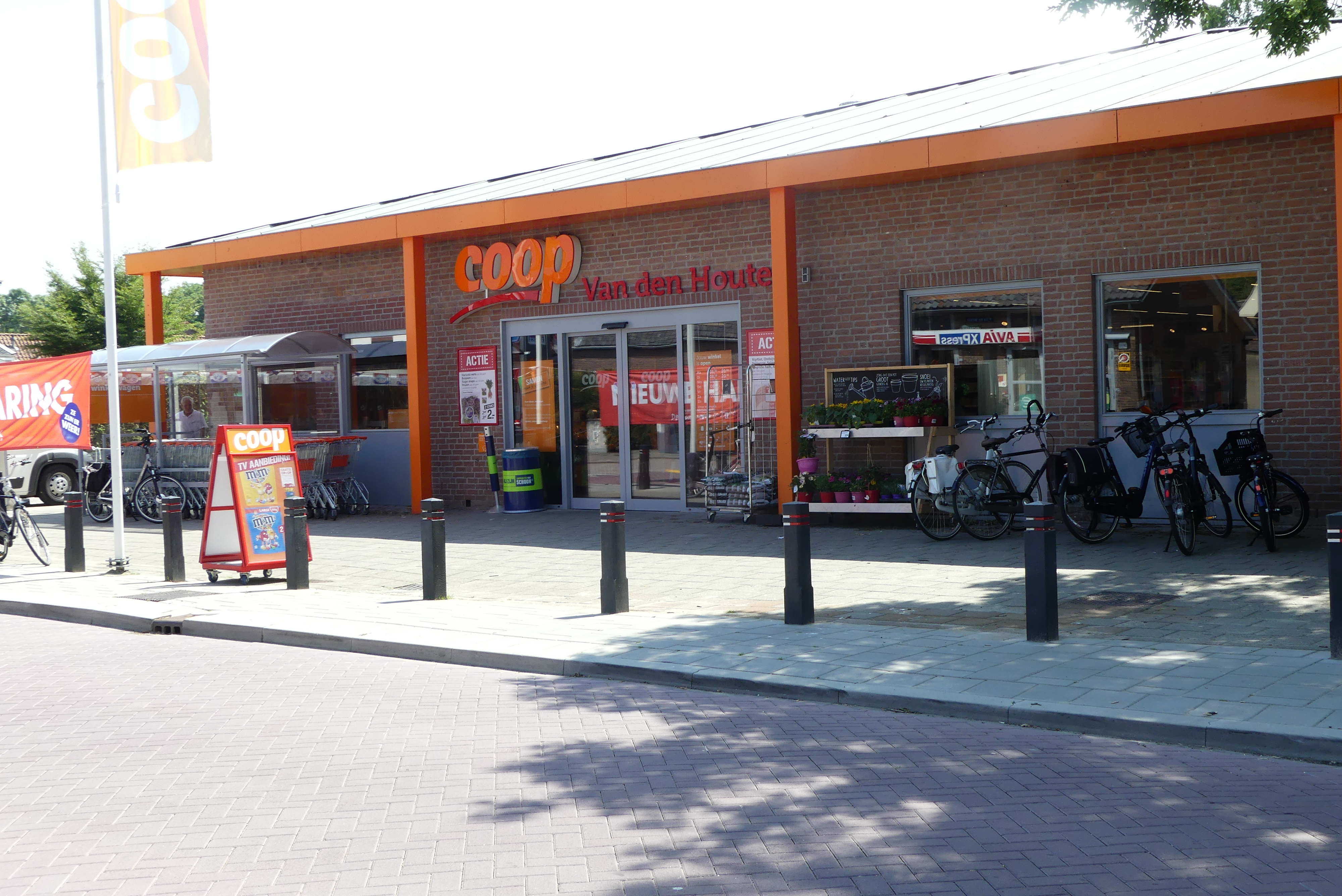
Супермаркет